# David Tomassini
David Tomassini (sinh ngày 14 tháng 3 năm 2000) là cầu thủ bóng đá San Marino hiện đang thi đấu ở vị trí tiền đạo cho La Fiorita và Đội tuyển bóng đá quốc gia San Marino.

## Sự nghiệp thi đấu quốc tế
Tomassini có lần ra sân quốc tế đầu tiên cho San Marino vào ngày 31 tháng 3 năm 2021 trong trận đấu thuộc khuôn khổ Vòng loại Giải vô địch bóng đá thế giới 2022 gặp Albania. Vào ngày 1 tháng 6 năm 2021, anh ta ghi bàn thắng đầu tiên cho San Marino trong trận giao hữu gặp Kosovo ở phút thứ 85.

### Bàn thắng quốc tế
Tỷ số và kết quả liệt kê bàn thắng đầu tiên của San Marino, cột điểm cho biết điểm số sau mỗi bàn thắng của Tomassini.
| Thứ tự                           | Thời gian          | Địa điểm                                    | Đối thủ | Ghi bàn | Kết quả | Giải đấu |
| -------------------------------- | ------------------ | ------------------------------------------- | ------- | ------- | ------- | -------- |
| 1.                               | 1 tháng 6 năm 2021 | Sân vận động Fadil Vokrri, Priština, Kosovo | Kosovo  | 1–4     | 1–4     | Giao hữu |
| Tính đến ngày 1 tháng 6 năm 2021 |                    |                                             |         |         |         |          |

### Thống kê
Tính đến 21 tháng 11 năm 2022
| San Marino | San Marino | San Marino |
| Năm        | Số trận    | Bàn thắng  |
| ---------- | ---------- | ---------- |
| 2021       | 8          | 1          |
| 2022       | 6          | 0          |
| Total      | 14         | 1          |